# Люди в чорному (фільм)
«Люди в чорному» (англ. Men in Black) — американська науково-фантастична кінокомедія 1997 року. Режисер стрічки — Баррі Зонненфельд. У головних ролях знялися Томмі Лі Джонс, Вілл Сміт, Вінсент Д'Онофріо, Лінда Фіорентіно, Ріп Торн. Екранізація однойменної серії коміксів. У США фільм вийшов на екрани 2 липня 1997 року.
У 2002 році вийшло продовження фільму — Люди в чорному 2.

## Сюжет
На Землі таємно проживають півтори тисячі прибульців. Для розв'язання питань їх соціального захисту та запобігання землян від можливого негативного впливу створено таємне бюро зі співпраці з прибульцями — Люди в чорному (ЛВЧ). У землян-агентів є просунуті технології для взаємодії з прибульцями та приховування їх присутності. Спеціальний пристрій для стирання пам'яті (нейралізатор) допомагає залишити в таємниці факт наявності прибульців для більшості населення Землі.
Офіцер поліції Нью-Йорка Джеймс Даррел Едвардс III переслідує швидкого та спритного злочинця. Агент Кей бере інтерв'ю у Джеймса, стирає йому пам'ять і залишає візитівку. Едвардс вирушає за вказаною в ній адресою і проходить низку випробувань, у яких він знаходить нестандартні рішення. Кей пропонує Едвардсу ознайомитися зі статутом ЛВЧ. Едвардс погоджується, і новачок отримує кодове ім'я Джей.
Між тим у середовищі прибульців Нью-Йорка неспокійно. В розробку агентам потрапляє справа про незаконного прибульця, представника раси «жуків»-загарбників. По прибуттю прибулець з'їдає фермера Едгара і надягає на себе його шкіру. Згодом Жук входить до ресторану, вбиває двох прибульців і краде у них контейнер з діамантами. Після розслідування аварійної посадки на фермі Кей дізнається, що шкіра Едгара була надягнута представником інопланетних тарганів. Він та Джей вирушають до міського моргу, щоб дослідити тіло вбитого. Всередині тіла вони виявляють вмираючого аркіллійця, який говорить, що «галактика знаходиться в поясі Оріона». Прибулець, який використовував ім'я Гент Розенберг, був членом аркіллійської королівської сім'ї. Кей побоюється, що його смерть може спровокувати міжгалактичну війну.
Інформатор ЛВЧ Френк Мопс, замаскований під інопланетну собаку, пояснює, що «галактика» — це величезне джерело енергії, розміщене в невеликому дорогоцінному камені. Джей з'ясовує, що «галактика» висить на нашийнику кота Оріона, який відмовляється залишити тіло в морзі. Жук відбирає «галактику» і викрадає коронера Лорел Вівер. Аркіллійці ставлять ЛВЧ ультиматум: повернути «галактику» протягом галактичного стандартного тижня або години Землі, інакше вони знищать планету.
Жук прибуває на оглядову вежу Павільйону штату Нью-Йорк у Флашинг-Медоус — Корона-парк, яка приховує дві летючі тарілки. Лорел вислизає від прибульця, і той відлітає. Кей та Джей збивають Жука, який втрачає шкіру Едгара і проковтує Кея та його зброю. Жук намагається втекти на військовому кораблі, але Джей насміхається над ним та інопланетними тарганами. У відповідь прибулець звільняє Кея та його зброю, після чого Кей та Джей повертають «галактику». Жук намагається їх атакувати, але Лорел вбиває прибульця зі зброї Джея.
У штаб-квартирі ЛВЧ Кей говорить Джею, що він тренував його не як партнера, а як замінника. Перед прощанням Кей показує Джею, як користуватися нейралізатором, і Джей стирає йому пам'ять. Кей повертається до колишнього життя, а Лорел стає новим партнером Джея під кодовим ім'ям Ель.

## В ролях

### Люди
- Томмі Лі Джонс — агент K / Кевін Брауні
- Вілл Сміт — агент J / Джеймс Даррел Едвардс III
- Лінда Фіорентіно — агент L / Лорел Вівер
- Ріп Торн — агент Z, шеф ЛвЧ
- Річард Гемілтон — агент D / Деррік Каннінгем
- Чарльз С. Стівенсон-молодший — агент B
- Джон Гріз — Нік, водій автобуса
- Фредрік Лене — агент Янус
- Шивон Феллон — Беатріс, дружина фермера Едгара

### Прибульці
- Вінсент Д'Онофріо — Едгар / Жук
- Тоні Шалуб — Джек Джибс
- Майк Нуссбаум — аркіллієць Гент Розенберг
- Серхіо Кальдерон — прибулець на мексиканському кордоні.
- Карел Стрюкен — високий аркіллієць.
- Патрік Брін — містер Редгік, прибулець, у якого народжувала дружина.
- Верн Троєр

## Українськомовне дублювання
Українськомовне дублювання фільму створене у 2021 році на студії Tretyakoff Production / Cinema Sound Production на замовлення vod-провайдера sweet.tv.